# Psycho-Pass
Psycho-Pass (jap. サイコパス? Saiko Pasu) – anime stworzone przez studio Production I.G, wyreżyserowane przez Naoyoshiego Shiotaniego i Katsuyukiego Motohira. Autorem scenariusza był Gen Urobuchi. Production I.G wyprodukowało także drugą serię anime oraz film pełnometrażowy Psycho-Pass. Pierwsza seria anime została wyemitowana przez Fuji TV pomiędzy 12 października 2012 a 19 marca 2013. Druga seria nadawana była przez tę samą stację telewizyjną, od 10 października do 19 grudnia 2014.
Na kanwie anime powstała także manga Kanshikan Tsunemori Akane, wydana przez Shūeishę, która składa się z sześciu tomów. W Polsce od 2017 roku manga wydawana jest przez wydawnictwo Waneko pod nazwą Inspektor Akane Tsunemori.
Nakładem wydawnictwa Mag Garden wydane zostały także dwa tomy light novel (4 lutego i 4 kwietnia 2013).

## Opis fabuły
W niedalekiej przyszłości dystopijnego świata ludzie są kontrolowani przez System Sybilla, który potrafi mierzyć poziom stresu i potencjał popełniania przestępstw (Psycho-Pass). Główna bohaterka, Akane Tsunemori, świeżo upieczona absolwentka szkoły policyjnej, trafia do jednostki prewencyjnej zajmującej się likwidacją ludzi, których Psycho-Pass przekroczył granicę bezpieczeństwa. W swojej grupie operacyjnej współpracuje z Shinyą Kogamim, byłym oficerem śledczym, który został zdegradowany do egzekutora.

## Obsada
Lista dubbingowanych postaci:
- Kana Hanazawa – Akane Tsunemori
- Tomokazu Seki – Shinya Kogami
- Takahiro Sakurai – Shogo Makishima
- Kenji Nojima – Nobuchika Ginoza
- Kinryū Arimoto – Tomomi Masaoka
- Akira Ishida – Shusei Kagari
- Shizuka Itō – Yayoi Kunizuka
- Miyuki Sawashiro – Shion Karanomori
- Yoshiko Sakakibara – Joshu Kasei
- Ayane Sakura – Mika Shimotsuki
- Keiji Fujiwara – Sakuya Togane

## Manga
Na podstawie serialu powstała adaptacja w formie mangi, zatytułowana Inspektor Akane Tsunemori (jap. 監視官 常守朱 Kanshikan Tsunemori Akane), do której rysunki wykonał Hikaru Miyoshi. Manga była wydawana w czasopiśmie Jump Square wydawnictwa Shūeisha; pierwszy rozdział ukazał się w tym magazynie 2 listopada 2012 roku. Ostatni rozdział mangi ukazał się w tym czasopiśmie 4 grudnia 2014 roku. W Polsce mangę tę pod tytułem Inspektor Akane Tsunemori wydaje wydawnictwo Waneko.
W listopadzie 2013 roku ogłoszono, że manga została w Japonii sprzedana w 380 tysiącach kopii. W grudniu 2014 roku ogłoszono, że manga została sprzedana w ponad milionie egzemplarzy.
| Nr | Język japoński   | Język japoński         | Język polski         | Język polski           |
| Nr | Data wydania     | ISBN                   | Data wydania         | ISBN                   |
| -- | ---------------- | ---------------------- | -------------------- | ---------------------- |
| 1  | 4 lutego 2013    | ISBN 978-4-08-870623-8 | 25 kwietnia 2017     | ISBN 978-83-8096-219-4 |
| 2  | 4 czerwca 2013   | ISBN 978-4-08-870765-5 | 26 czerwca 2017      | ISBN 978-83-8096-237-8 |
| 3  | 1 listopada 2013 | ISBN 978-4-08-870826-3 | 25 sierpnia 2017     | ISBN 978-83-8096-238-5 |
| 4  | 4 kwietnia 2014  | ISBN 978-4-08-880118-6 | 25 października 2017 | ISBN 978-83-8096-239-2 |
| 5  | 4 sierpnia 2014  | ISBN 978-4-08-880162-9 | 15 grudnia 2017      | ISBN 978-83-8096-240-8 |
| 6  | 5 stycznia 2015  | ISBN 978-4-08-880284-8 | 26 lutego 2018       | ISBN 978-83-8096-241-5 |

Powstała także druga seria mangi, będąca adaptacją drugiej serii anime, zatytułowana Psycho-Pass 2 (jap. サイコパス2). Ukazywała się w czasopiśmie Gekkan Comic Garden wydawnictwa Mag Garden od 2014 roku. Ilustracje wykonała Saru Hashino. Ostatni rozdział tej mangi ukazał się w tym magazynie 5 lutego 2017 roku w marcowym numerze tego czasopisma. W Polsce seria ta została zlicencjonowana przez wydawnictwo Waneko.

## Odbiór
W 2013 roku anime zostało sklasyfikowane na czwartym miejscu wśród najlepszych tytułów roku według miesięcznika Newtype. Ponadto Naoyoshi Shiotani zajął trzecie miejsce wśród najlepszych reżyserów, a Gen Urobuchi – trzecie miejsce wśród najlepszych scenarzystów. W 2014 roku seria była nominowana do Seiun Award. Redakcja i recenzenci polskojęzycznego serwisu tanuki.pl ocenili pierwszą serię 7/10. Druga seria spotkała się z bardziej krytyczną opinią – recenzenci i redakcja wystawili notę 5/10.